# Liste der Monuments historiques in Saint-Samson-sur-Rance
Die Liste der Monuments historiques in Saint-Samson-sur-Rance führt die Monuments historiques in der französischen Gemeinde Saint-Samson-sur-Rance auf.

## Liste der Bauwerke
| Bezeichnung                 | Beschreibung                              | Standort | Kennzeichnung | Schutzstatus | Datum | Bild           |
| --------------------------- | ----------------------------------------- | -------- | ------------- | ------------ | ----- | -------------- |
| Manoir du Châtelier-Guitrel | Herrenhaus, erbaut ab dem 16. Jahrhundert | (Lage)   | PA22000029    | Inscrit      | 2008  | weitere Bilder |
| Menhir de la Tremblais      | Neolithikum                               | (Lage)   | PA00089656    | Classé       | 1977  | weitere Bilder |

## Liste der Objekte

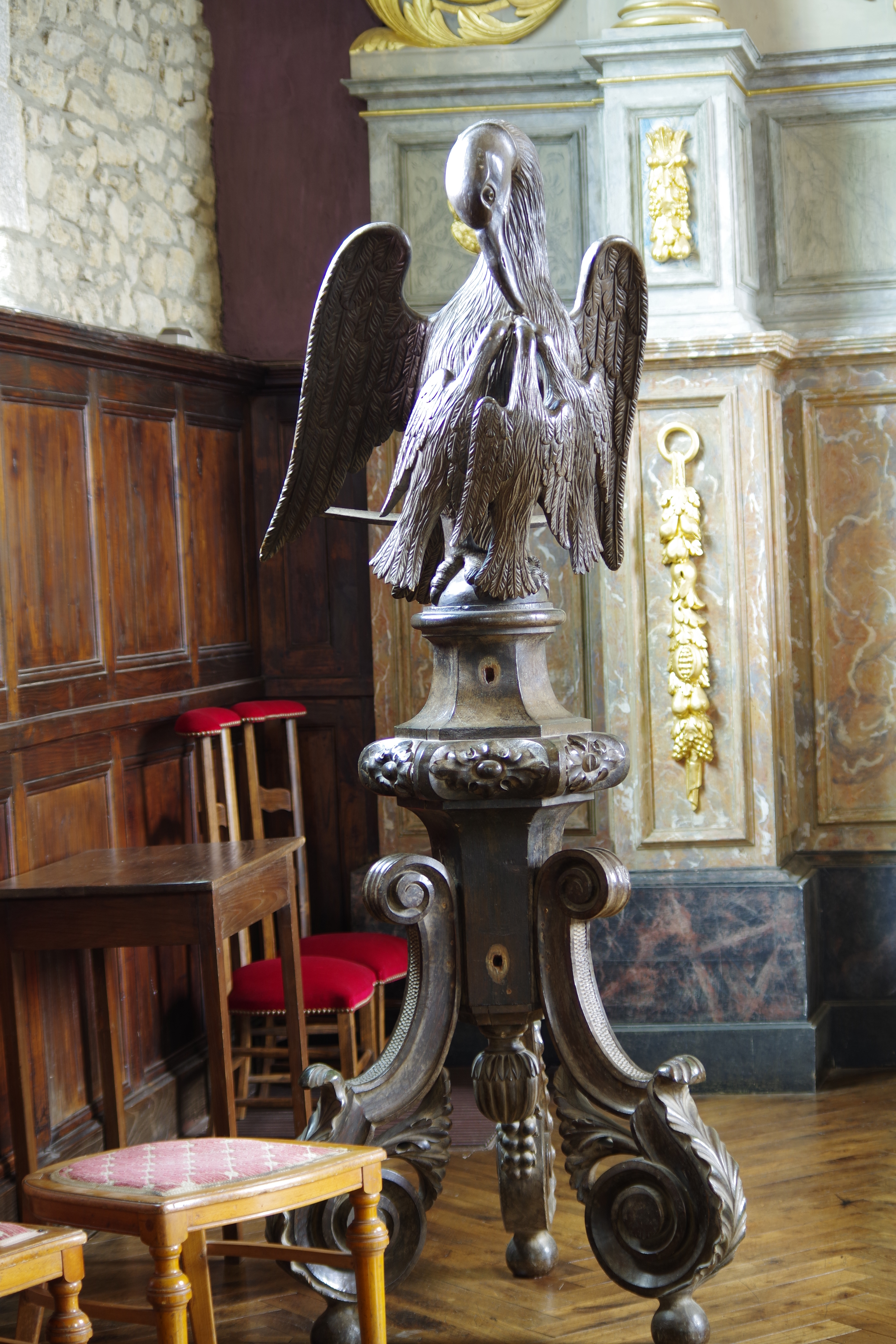
Lesepult in der Kirche St-Samson

- Monuments historiques (Objekte) in Saint-Samson-sur-Rance in der Base Palissy des französischen Kultusministeriums